# Vita Pavlysh
Vita Pavlysh (en ukrainien : Віта Павлиш, Vita Pavlych, née le 15 janvier 1969 à Kharkiv) est une athlète ukrainienne spécialiste du lancer du poids.

## Carrière
Vita Pavlysh s'adjuge son premier succès international durant l'année 1994 en remportant la finale des Championnats d'Europe d'Helsinki avec un jet à 19,61 m. championne du monde en salle en début de saison 1997, Vita Pavlysh monte sur la deuxième marche du podium des Championnats du monde en plein air d'Athènes, terminant à cinq centimètres de l'Allemande Astrid Kumbernuss. Vainqueur de son deuxième titre continental lors des Championnats d'Europe 1998, elle s'impose en finale des Championnats du monde en salle de 1999 mais est déchue de son titre après avoir subi un contrôle positif aux stéroïdes anabolisants. Elle est suspendue deux ans par les instances internationales.
De retour sur les pistes en 2001, l'Ukrainienne remporte la médaille de bronze des Championnats du monde d'Edmonton avec la marque de 19,41 m, puis obtient ce même résultat deux ans plus tard lors des mondiaux de Paris. En début de saison 2004, Vita Pavlysh s'impose en finale des Championnats du monde en salle de Budapest mais subit un nouveau test positif aux stéroïdes anabolisants. Déchue de sa médaille d'or, elle est suspendue à vie de toute compétition.